# Isla del Padre Norte
La Isla del Padre Norte (en inglés: North Padre Island) es una isla en la costa de Texas al sur de Estados Unidos. Ella y la isla del Padre Sur se formaron después de la creación del Canal de Port Mansfield que dividió la Isla del Padre en dos. De norte a sur, el norte de la Isla del Padre se encuentra en partes de los condados de Nueces, Kleberg, Kenedy, y Willacy. La parte septentrional de la isla a la línea del Condado de Kleberg es parte de la ciudad de Corpus Christi.
La parte superior de Isla del Padre Norte es un barrio de la ciudad de Corpus Christi. "La Isla" como es conocida por los lugareños consiste en viviendas residenciales de altos ingresos, condominios y es un destino popular para la pesca. El Canal Packery, una entrada que conecta el Golfo de México a la Laguna Madre separa la isla de la isla Mustang. Hay numerosos hoteles situados en North Padre Island, que se pueden encontrar a lo largo de la playa o cerca de la intersección de la carretera 361 de Texas y Texas Park Road 22, las únicas dos vías principales del distrito. El canotaje es también una actividad popular en la isla porque los barrios residenciales están conectadas por una serie de canales que conducen al Golfo.